# Áreas protegidas da região floral do Cabo
As áreas protegidas da região floral do Cabo, compostas por oito áreas protegidas, cobrindo 553.000 ha, localizadas nas províncias do Cabo Oriental e Cabo Ocidental da África do Sul, encontram-se numa das regiões do mundo com maior riqueza florística: o Reino Florístico do Cabo.
Apesar desta região representar menos que 5% da superfície de África, ela contém cerca de 20% de todas as espécies de plantas nativas do continente. Além disso, a biodiversidade é também excepcional ao nível do número de espécies por gênero  (9:1) e por família (52), das maiores taxas encontradas no mundo. A sua flora típica é denominada Fynbos, uma palavra da língua africânder que significa aproximadamente “flora fina” ou “mato bonito”, caracterizada pela dominâncias das famílias Restionaceae, Ericaceae e Proteaceae, entre as quais cerca de 30% são espécies endémicas.
O sítio está classificado como Património Mundial da UNESCO desde 2004, tendo sido estendido em 2015. A extensão engloba parques e reservas naturais, florestas, áreas selvagens e montanhas com grande biodiversidade.

## Áreas protegidas
Estas são as oito áreas protegidas incluídas nesta região:
| N.º de Sítio | Região                                    | Província      | Coordenadas                  |
| ------------ | ----------------------------------------- | -------------- | ---------------------------- |
| 1            | Parque Nacional da Península do Cabo      | Cabo Ocidental | 34° 10′ 00″ S, 18° 22′ 30″ L |
| 2            | Zona de Vida Selvagem de Cederberg        | Cabo Ocidental | 34° 21′ 10″ S, 19° 08′ 00″ L |
| 3            | Zona de Vida Selvagem de Groot Winterhoek | Cabo Ocidental | 33° 05′ 30″ S, 19° 08′ 00″ L |
| 4            | Complexo do Monte Boland                  | Cabo Ocidental | 33° 55′ 20″ S, 19° 09′ 50″ L |
| 5            | Reserva Natural de De Hoop                | Cabo Ocidental | 34° 25′ 30″ S, 20° 29′ 30″ L |
| 6            | Reserva Natural de Boosmansbos            | Cabo Ocidental | 33° 55′ 30″ S, 20° 52′ 40″ L |
| 7            | Complexo de Swartberg                     | Cabo Ocidental | 33° 22′ 00″ S, 22° 21′ 15″ L |
| 8            | Baviaanskloof                             | Cabo Oriental  | 33° 37′ 30″ S, 24° 01′ 00″ L |